# Erzsébet Viski
Erzsébet Viski (ur. 22 lutego 1980 w Vác) – węgierska kajakarka, dwukrotna wicemistrzyni olimpijska, jedenastokrotna mistrzyni świata.
Dwukrotna wicemistrzyni igrzysk olimpijskich z Sydney z 2000 roku i z Aten z 2004 roku. Jest również jedenastokrotną mistrzynią świata w konkurencjach K-4 200 m, K-4 500 m i K-4 1000 m, oraz trzykrotną brązową medalistką MŚ na dystansach: K-1 500 m, K-2 200 m i K-4 1000 m.